# Lancelot Brown
Lancelot „Capability“ Brown (kolem 1715–16 Kirkharle – 6. února 1783 Londýn) byl anglický zahradní architekt. Navrhl přes 170 parků, z nichž mnohé se dochovaly dodnes.

## Dílo

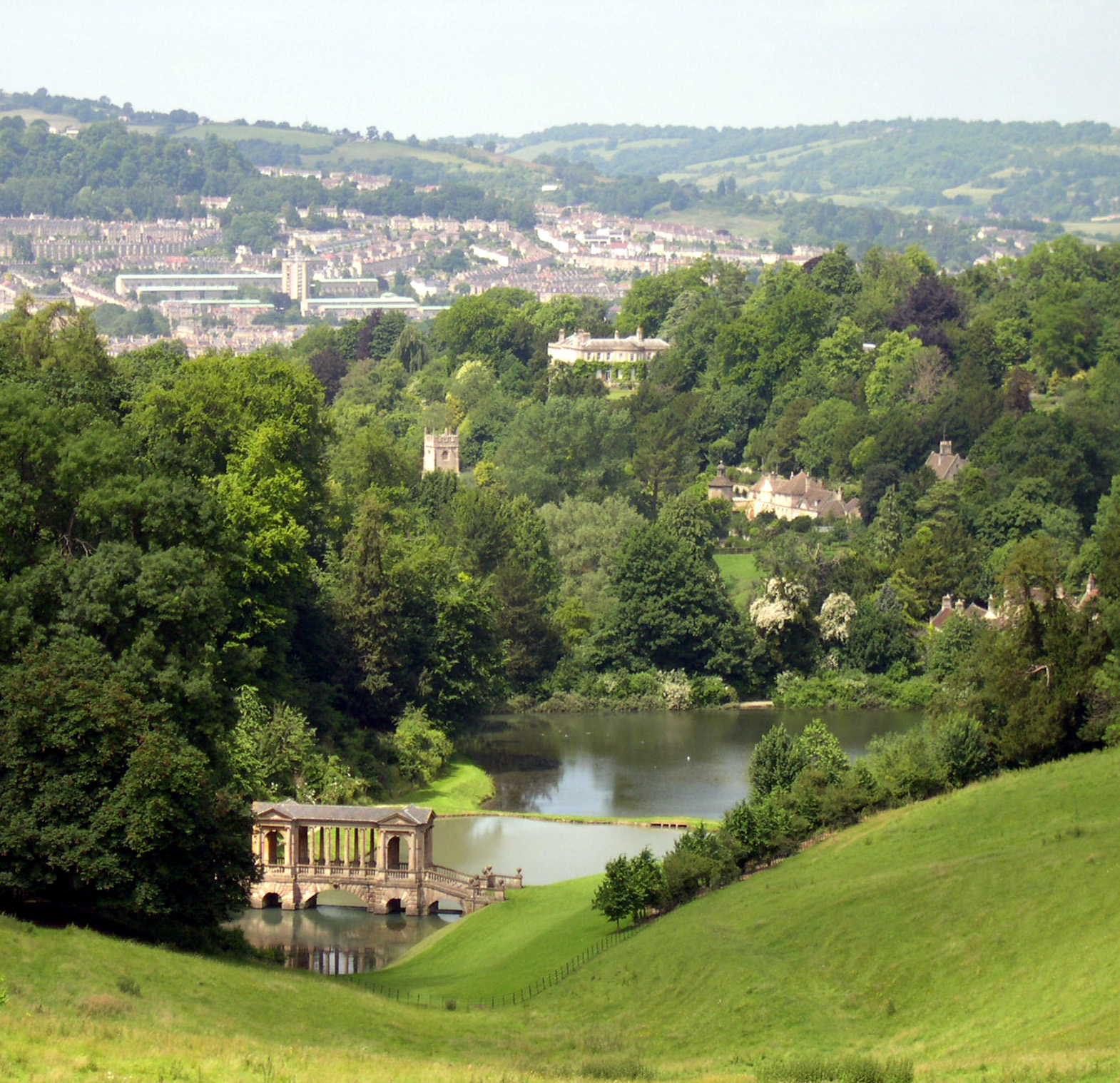
Prior Park poblíž Bathu (založen r. 1760)

Brown je považován za jednoho z nejvýznamnějších zahradních architektů 18. století. Jeho horlivé úsilí při hledání možností (anglicky capability), jak předělat stávající staré zahrady do jeho nového stylu, mu získalo přezdívku Capability Brown.
Během svého tvůrčího období se podílel na více než 170 zahradnických projektech a měl významný vliv na rozvoj stylu anglického parku. Brown byl průkopníkem terénních úprav. Jeho zahrady patří mezi první, které zahrnují nejen bezprostřední okolí, ale také integrují a pomáhají formovat okolní krajinu v širokém dosahu; provedl přechod od architektury čistého zámeckého parku k rozsáhlé formaci krajiny. Používal techniku clumps and dots (shluky a body) vyvinutou Williamem Kentem, ve které se na rozsáhlém území vytváří přirozeně malebná krajina prostřednictvím jednotlivých stromů (body) a skupin stromů (shluky). Pro jeho dílo byly charakteristické také obrovské trávníky, které musely být spásány stády dobytka. Aby se zvířata nedostala do bezprostřední blízkosti budov, používal nízké příkopy známé jako ha-ha.
Brown ve svém zahradním a krajinářském designu vycházel z toho, co místní příroda mohla nabídnout, pokud jde o plochy, vodní útvary a pohledy, a dotvářel je ve smyslu ideálu „průchozí krajinomalby“, která oku kráčejícího pozorovatele nabízí různorodé a proměnlivé dojmy. Požadovaná „přirozenost“ byla výsledkem pečlivé kompozice. Estetika vycházela z ideálu krajinomalby, kterou v barokním období kultivovali Claude Lorrain nebo Nicolas Poussin. Zde však „malebné krajiny“ již nebyly objevovány a idealizovány pomocí štětců a plátna, ale vytvářeny pomocí zahradnictví a architektury. Tomu napomáhaly také řídce rozptýlené dekorativní stavby, jako jsou mosty, grotty, chrámy nebo umělé ruiny.
Brownova činnost nebyla během jeho života bez kontroverzí, zejména proto, že zničil mnoho cenných barokních zahrad. Anglický satirik Richard Owen Cambridge jednou poznamenal, že doufá, že zemře před Brownem, aby mohl vidět nebe, ještě než ho Brown přebuduje.
Mezi Brownova nejznámější díla patří zahrady Blenheimského paláce, Bowood House, Broadlands, Charlecote Park, Chatsworth House, Croome Court, Highclere Castle, Kew Gardens, Stowe House a Syon House a v Německu park zámku Richmond v Braunschweigu.

## Ukázky

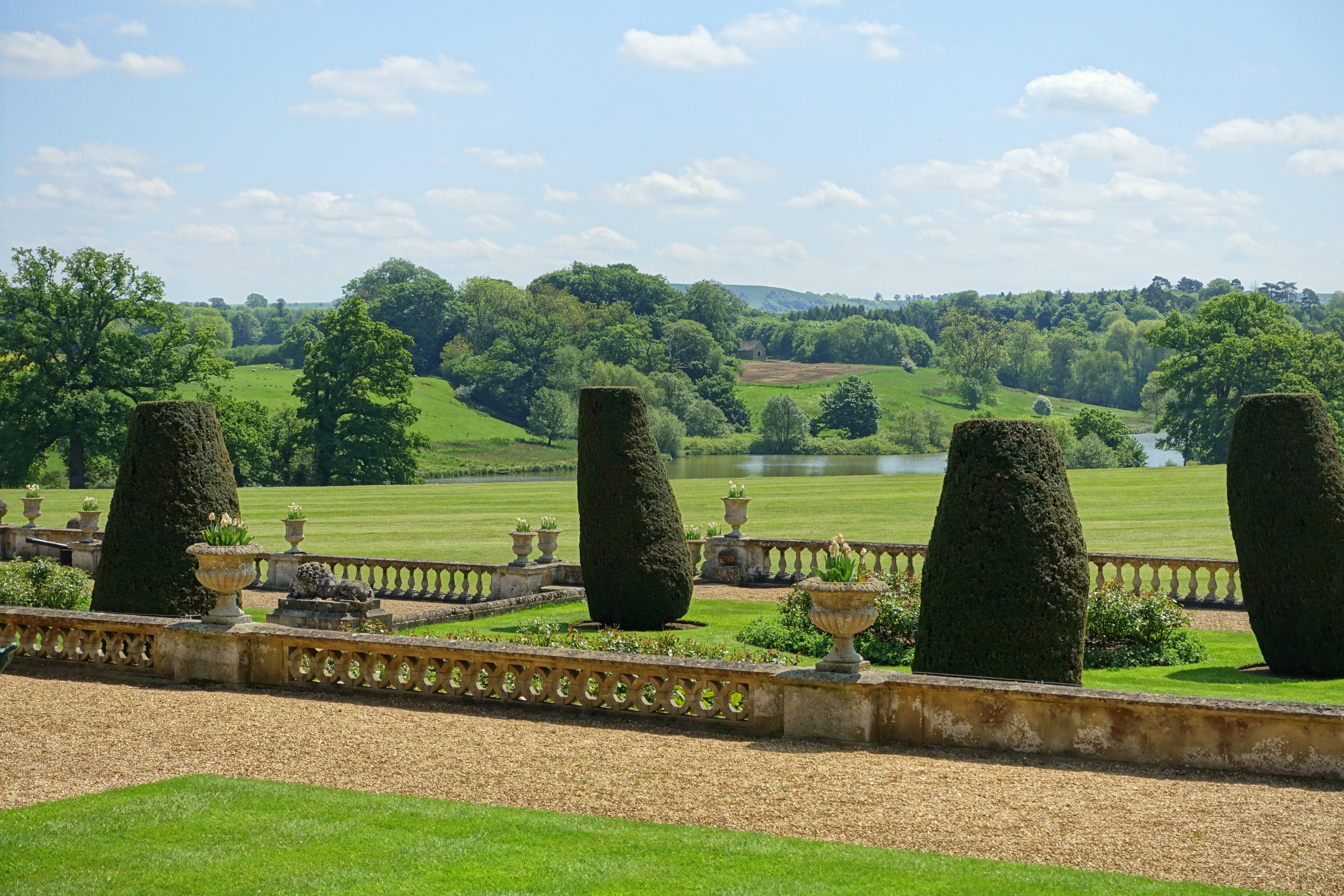
Bowood House
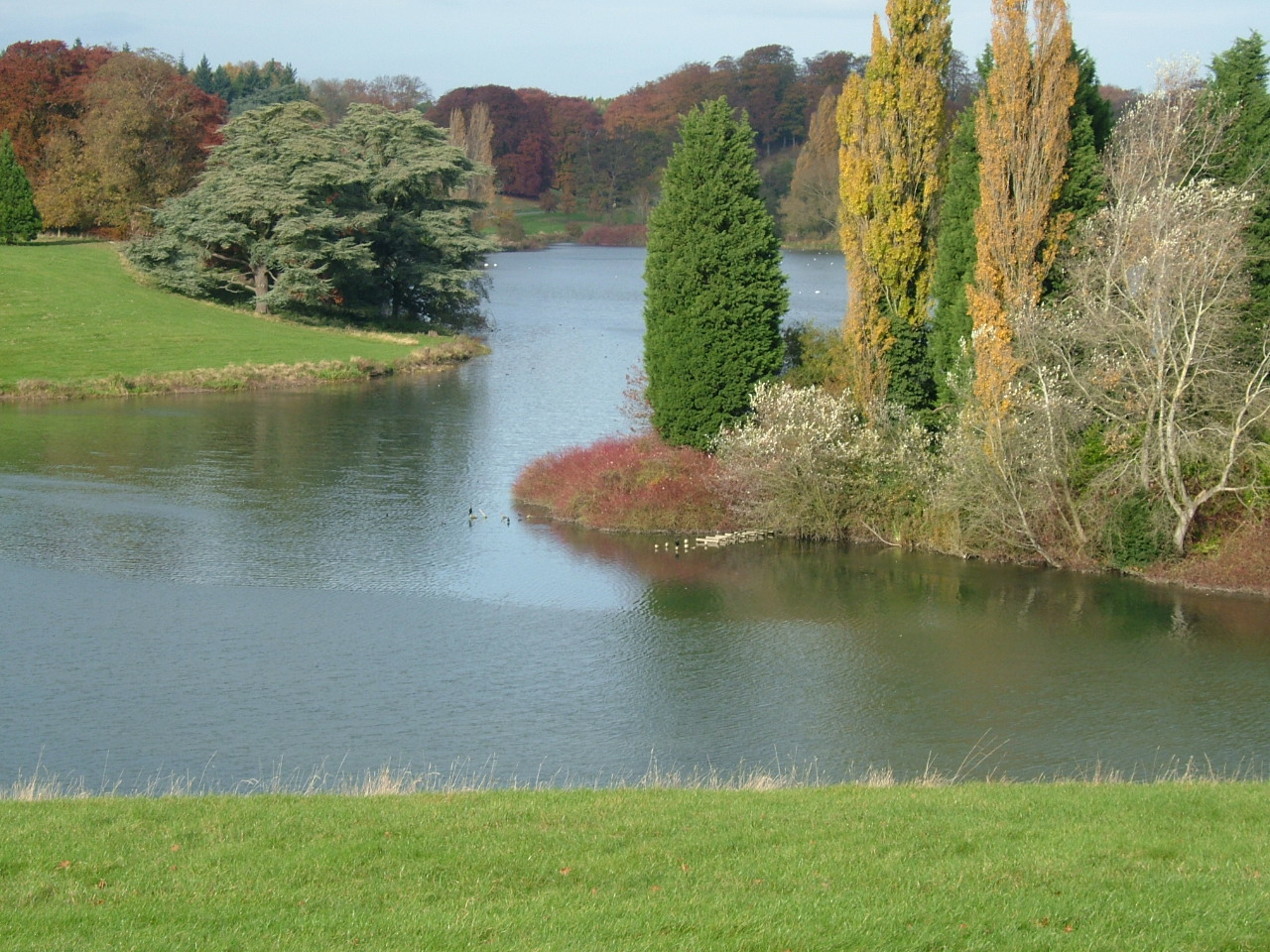
Blenheim Palace, Velký park
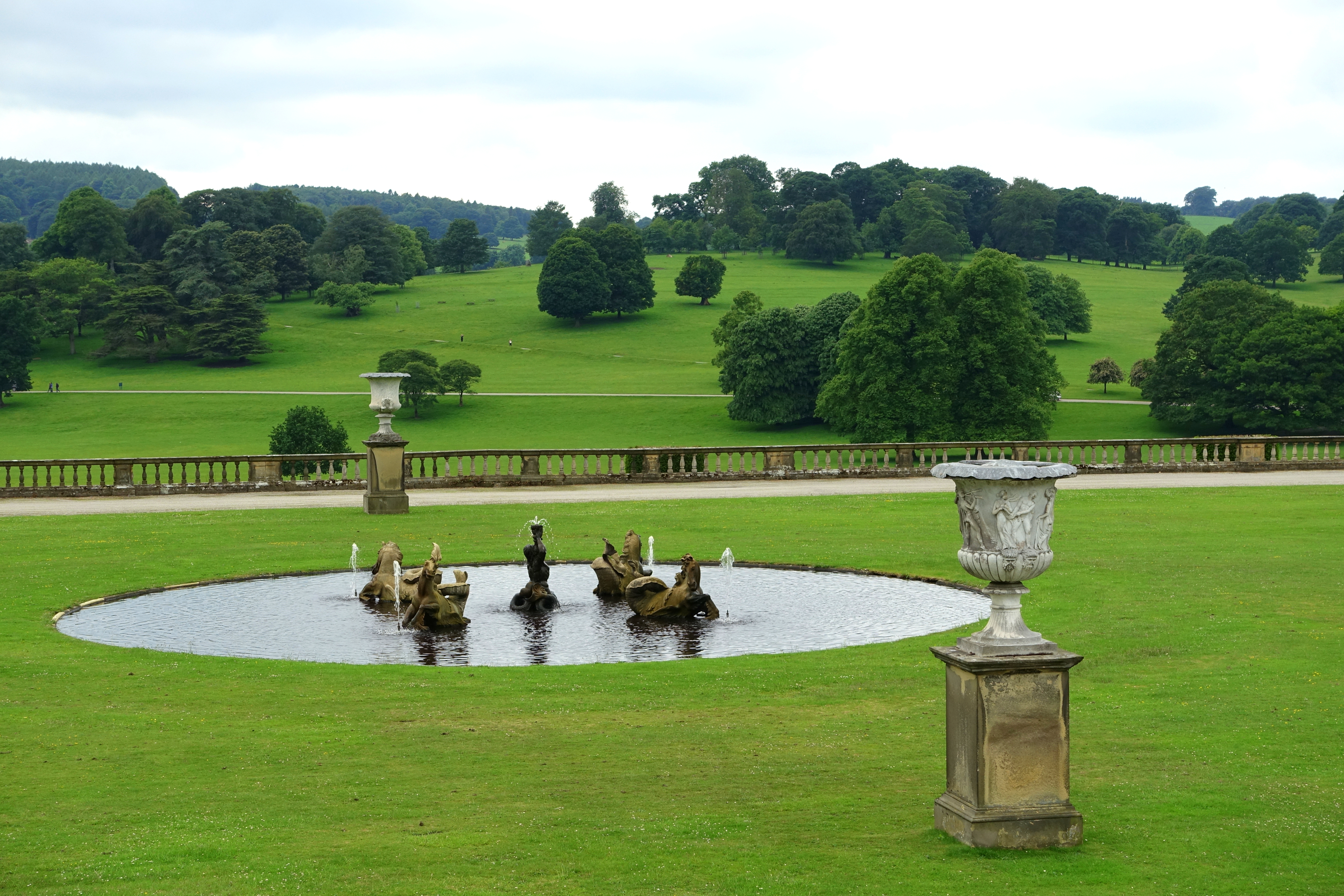
Chatsworth House
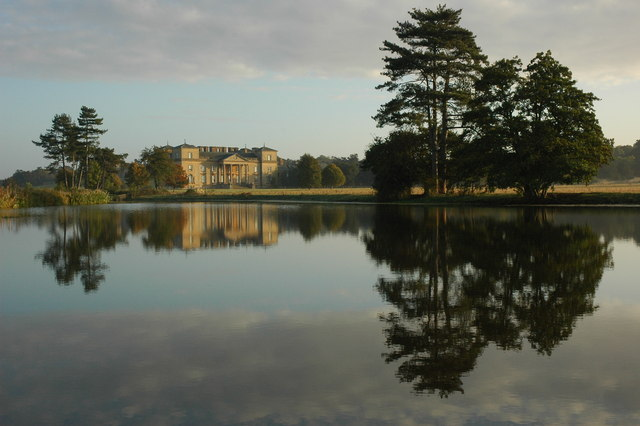
Croome Court
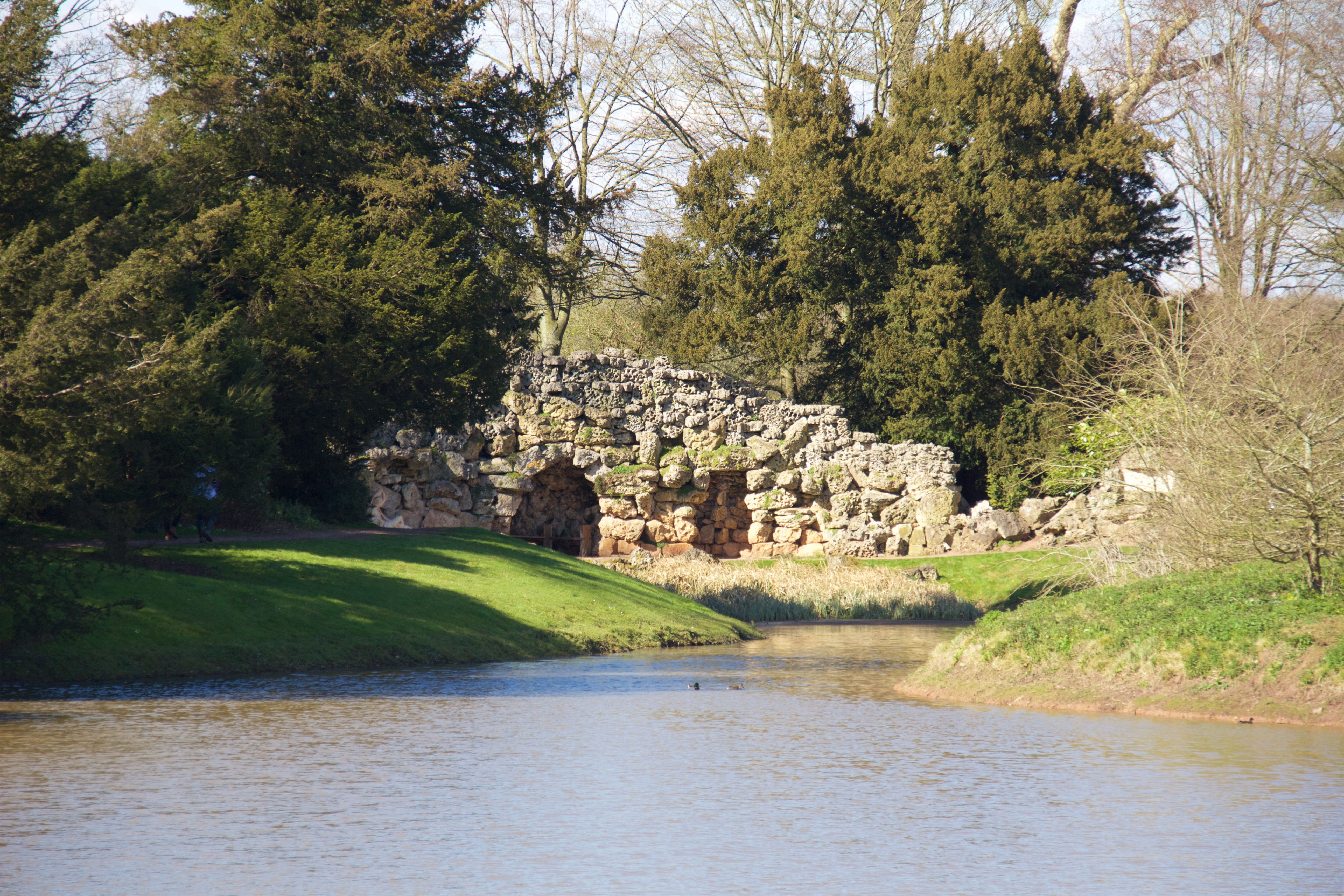
Croome Court
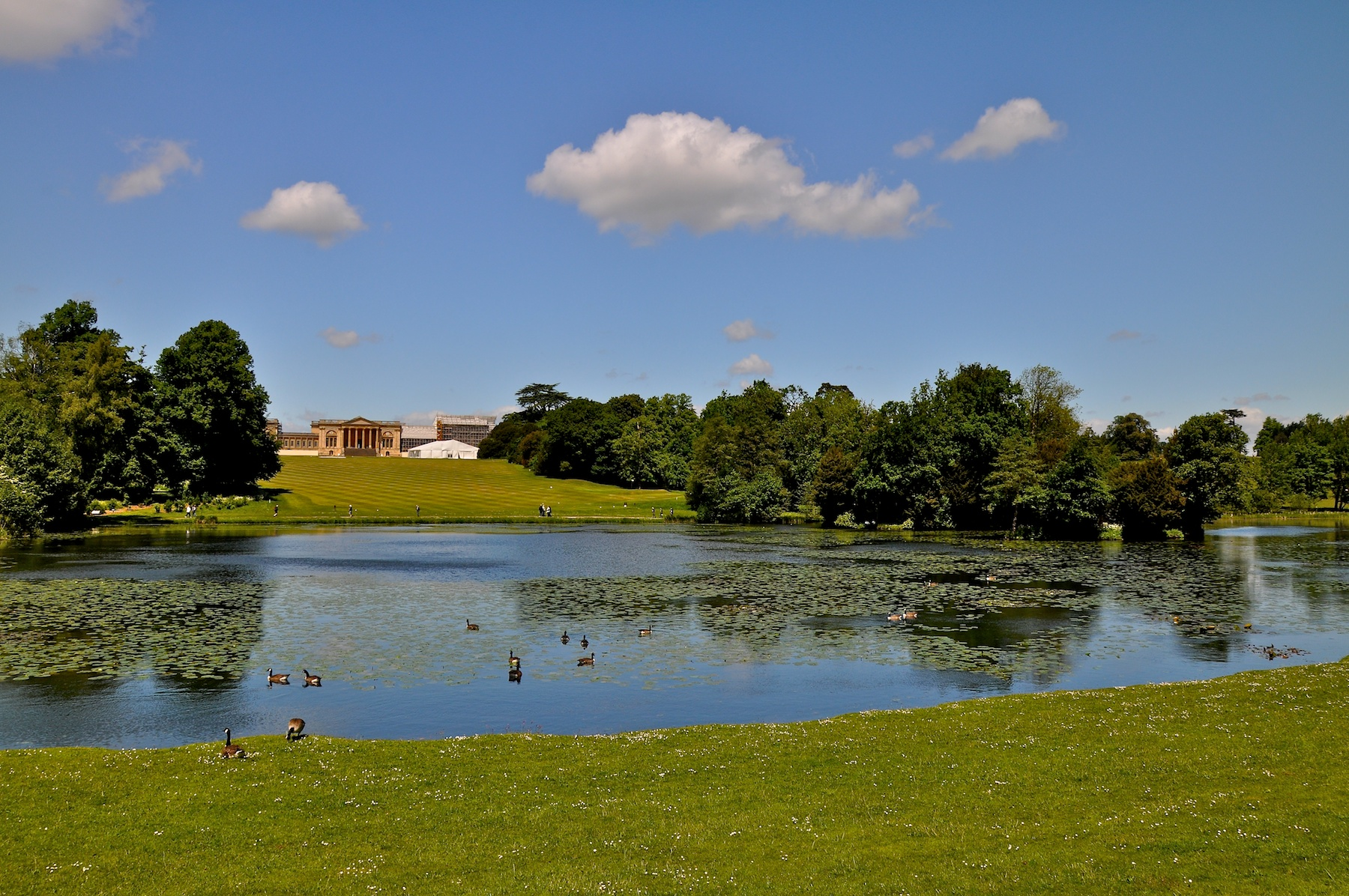
Stowe House
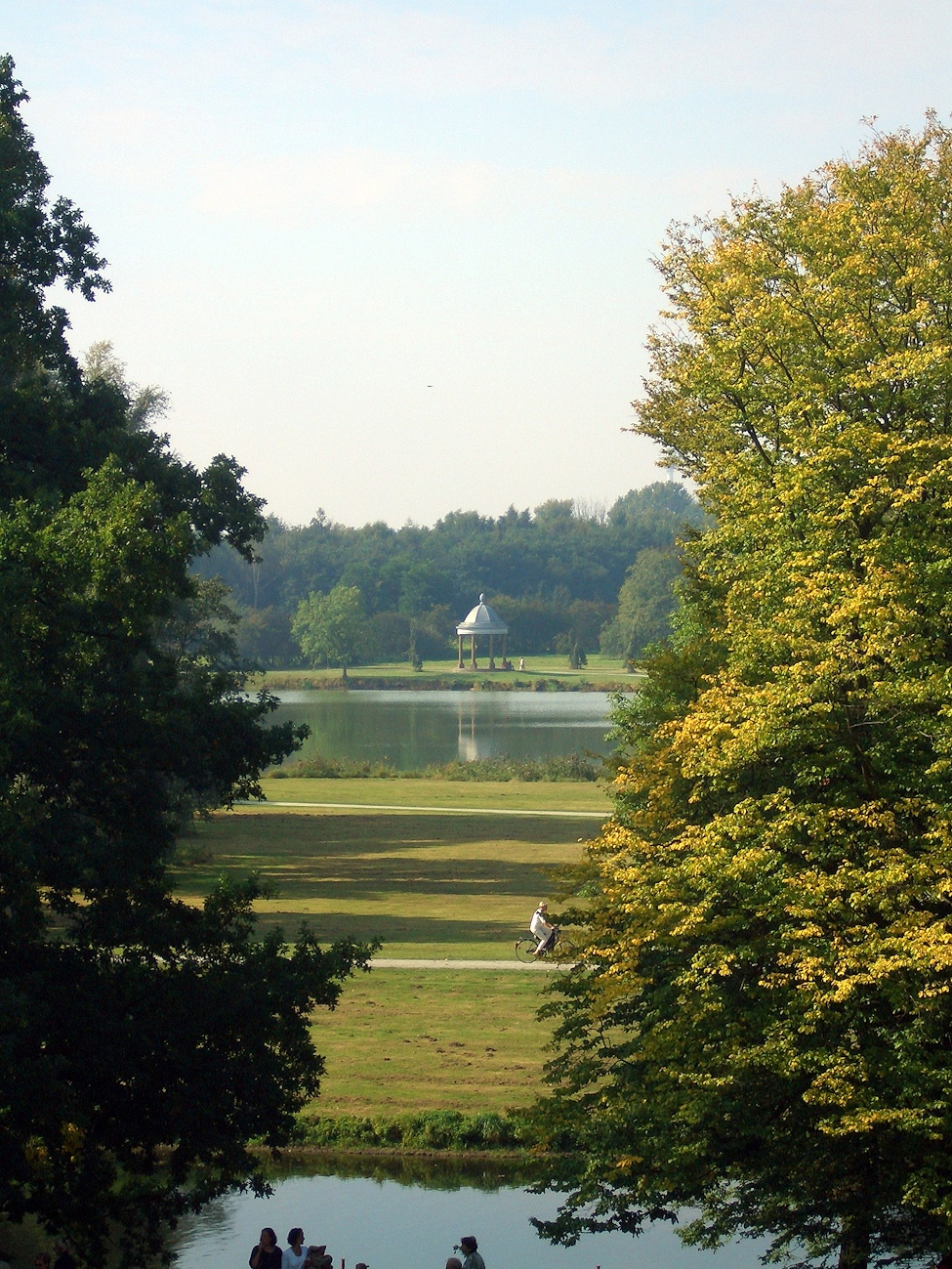
Zámek Richmond, Braunschweig
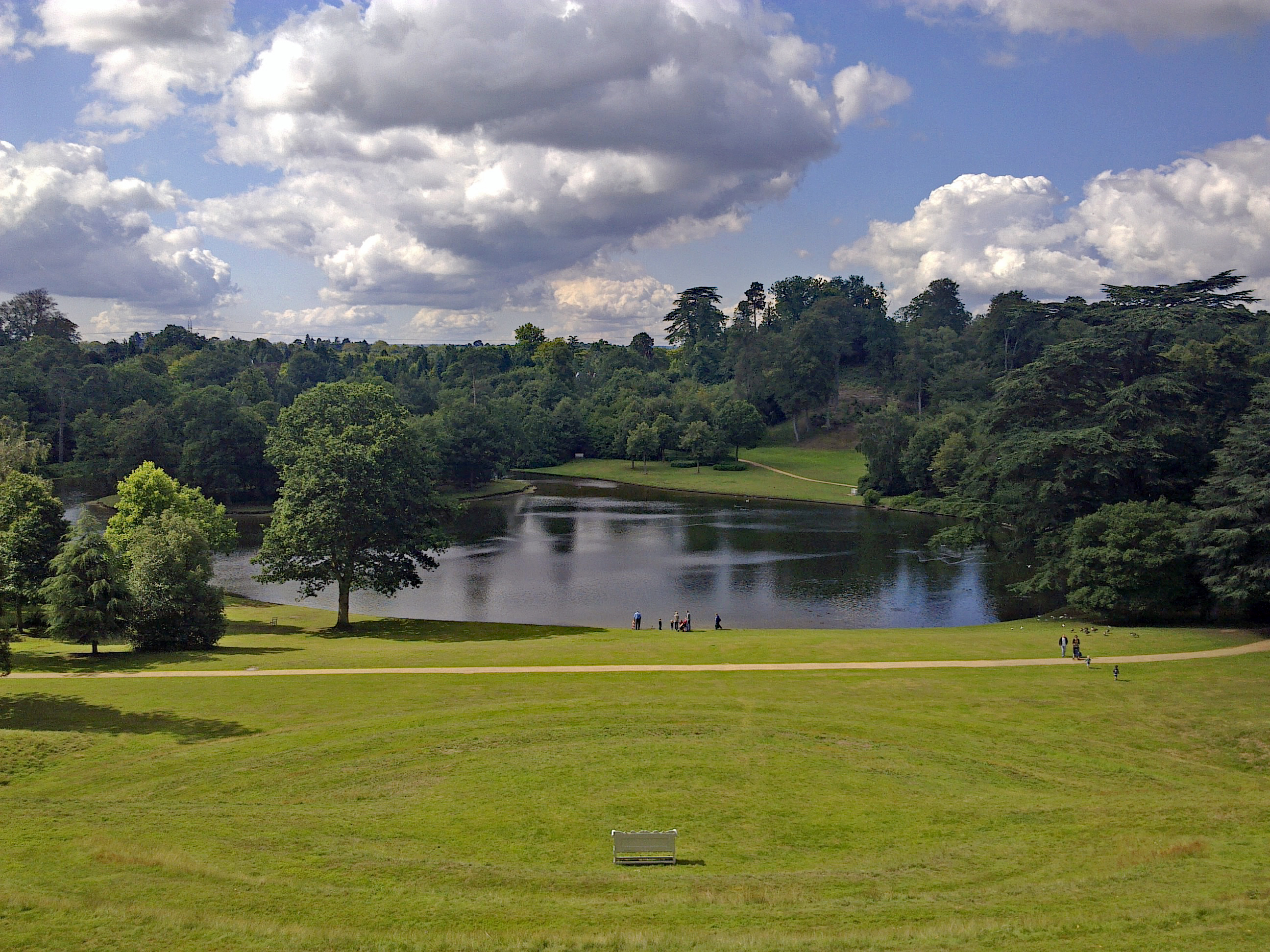
Claremont House
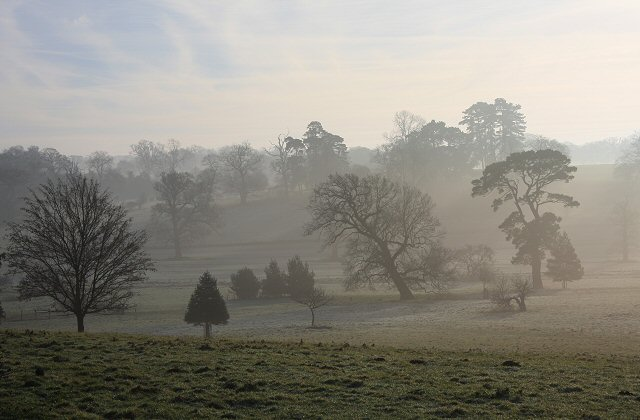
Ickworth House
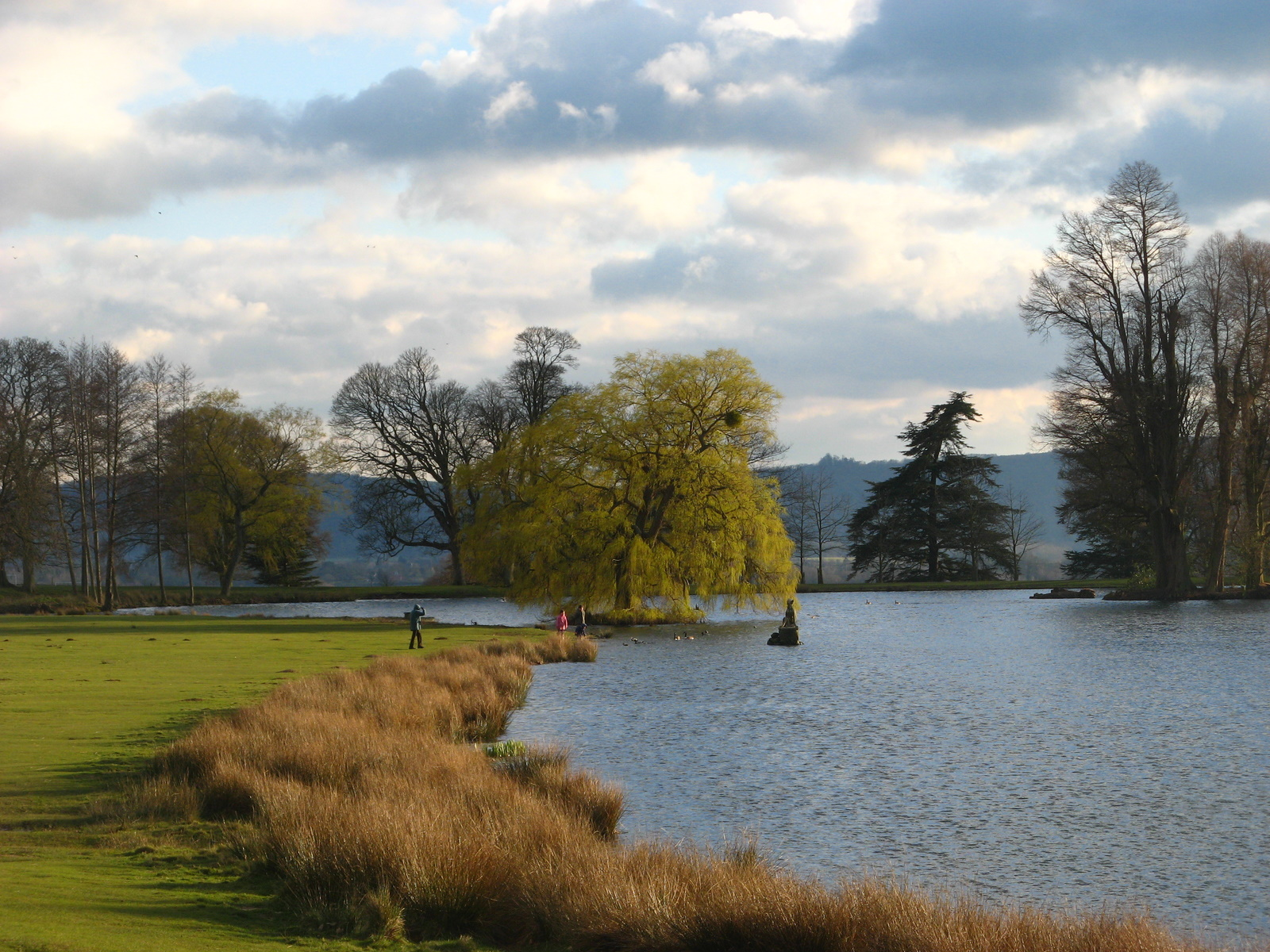
Petworth House
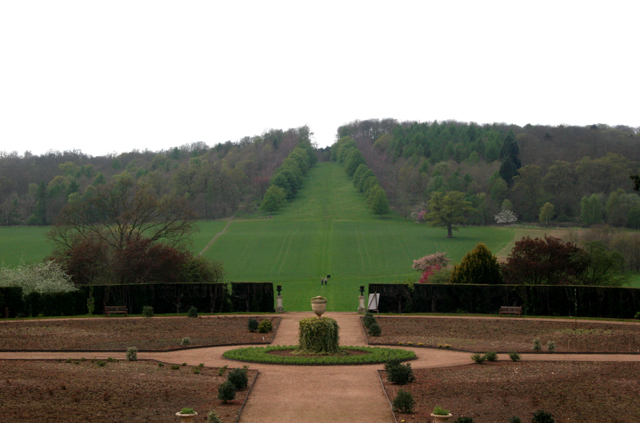
Ragley Hall
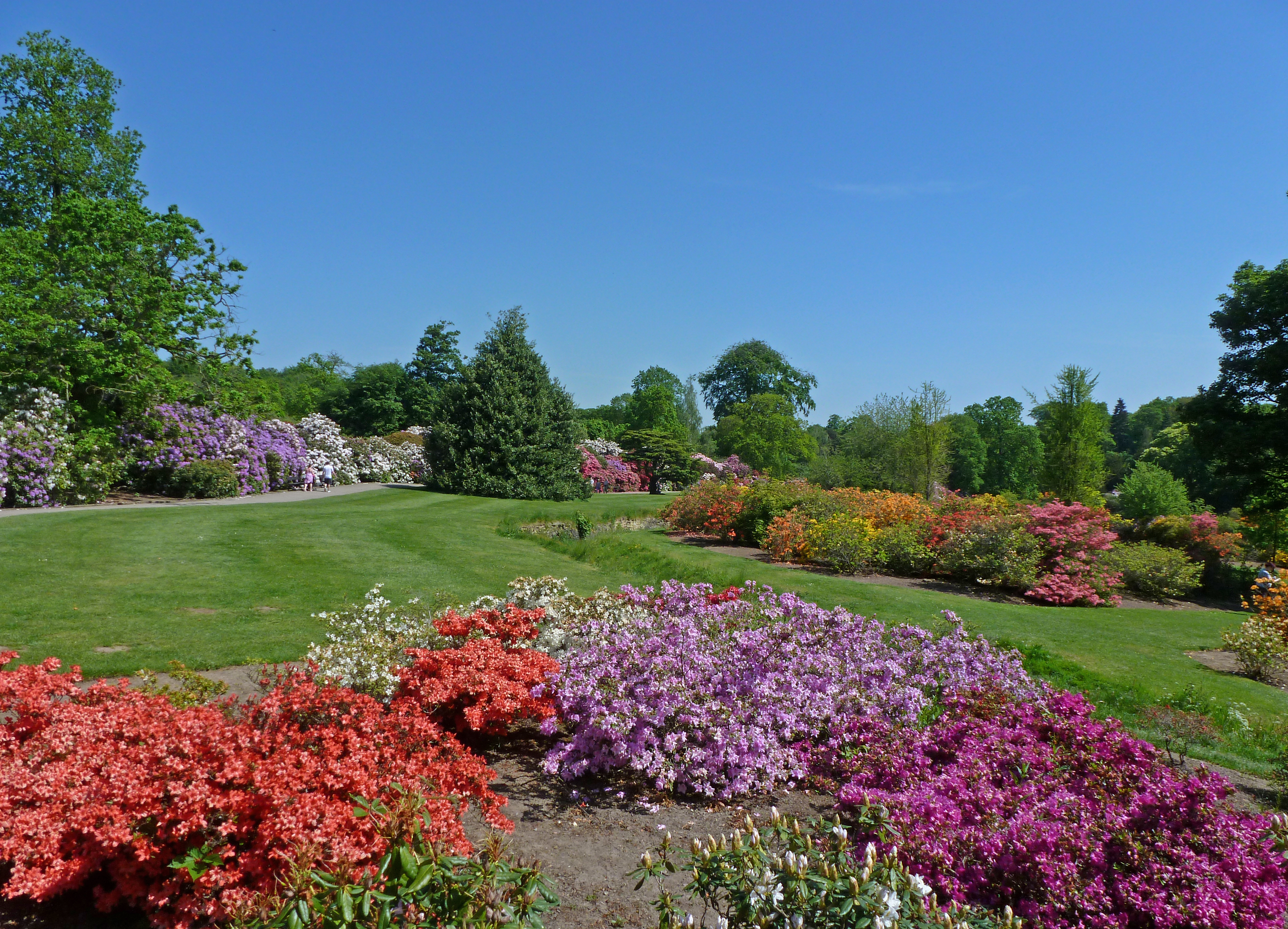
Temple Newsam House, Yorkshire
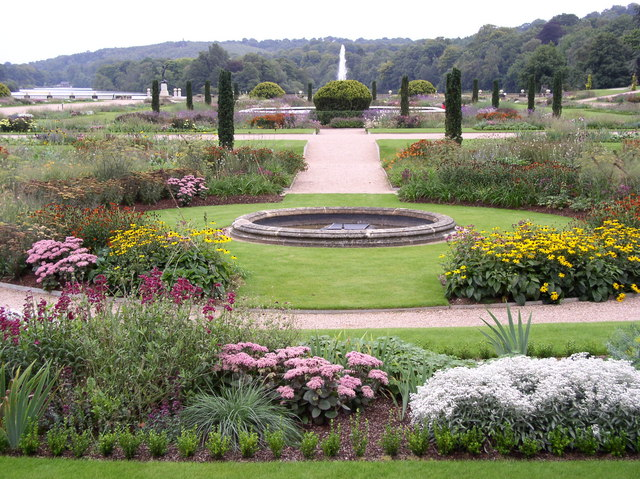
Trentham Gardens, Stoke-on-Trent